# Placa comemorativă a profesorilor, colaboratorilor și studenților căzuți în 1941-1945 (Chișinău)
Placa comemorativă a profesorilor, colaboratorilor și studenților căzuți în 1941-1945 este o placă comemorativă amplasată pe str. Mircești, 44 în Chișinău, Republica Moldova. Este un monument istoric și de artă de importanță națională inclus în Registrul monumentelor Republicii Moldova ocrotite de stat cu nr. 317 (municipiul Chișinău).